# 海老沢氏

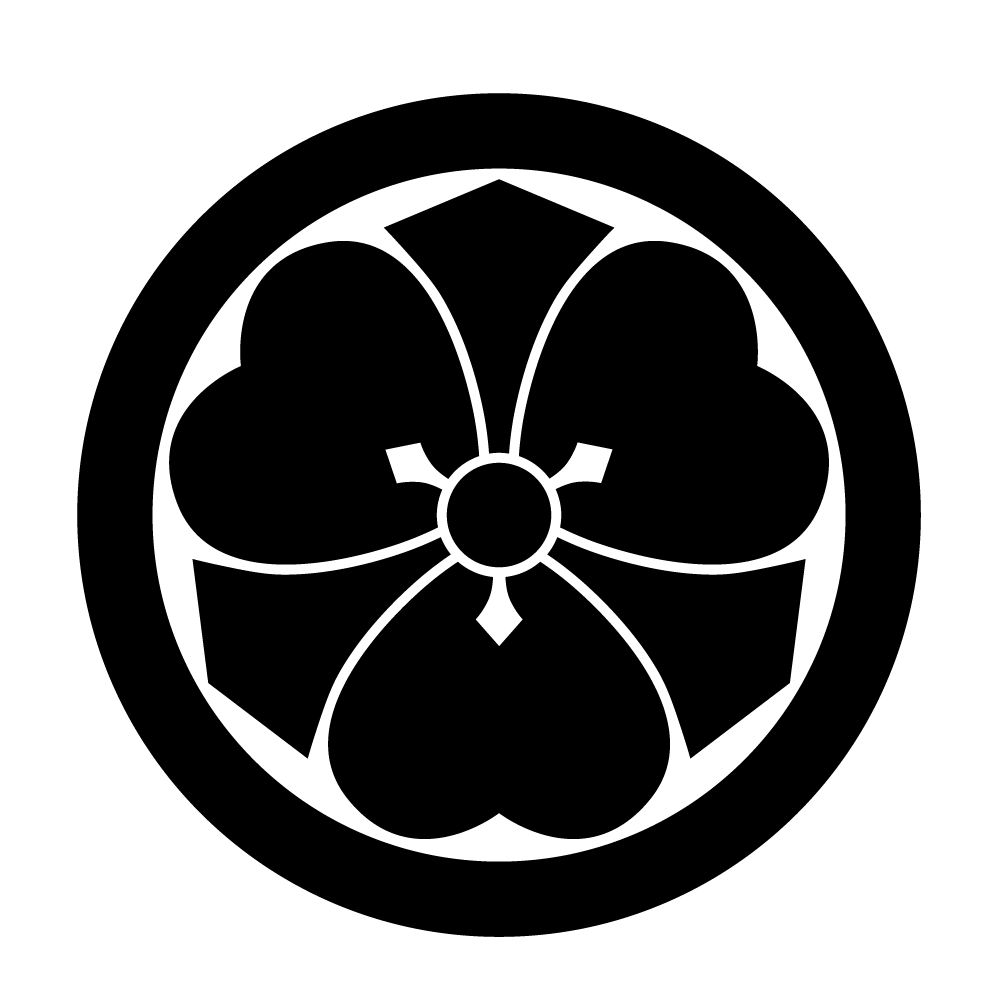
家紋 丸に剣片喰
家紋 左三つ巴
家紋 丸に蔦

海老沢氏（えびさわし）は日本の氏族。

## 概要
常陸国茨城郡（鹿島郡）海老沢邑より起こり、海老沢城を拠点とする。家紋は丸に剣片喰、左三つ巴。他に丸に蔦など。
本姓や来歴は必ずしも明らかでないが、主に常陸守護代 江戸氏の被官たる国人領主としてその事績が確認され、中河内に175貫を領する武将として海老沢土佐の名が見える。この海老沢土佐については常陸守護職 佐竹義盛の死後、その後継者となり得る男子が一門のうちにありながら、上杉氏より義人を婿としたことを契機に常陸源氏の血脈にこだわる山入氏らが挙兵した際、山入方についた江戸氏の手勢の中その名が見え、明応9年（1497年）、山入氏義、義盛親子に呼応する形で挙兵した江戸但馬守の配下として数百騎を率いた武将の中に平野要人、富永志磨・兵庫、船橋掃部・兵庫、山田監物、斎藤安芸らの名とともに海老沢土佐の名が確認される。
また、常陸国光明寺の棟札には「海老沢氏民部忠」なる字が見え、天正16年（1588年）5月2日の古簡に海老沢弾正忠の名が確認される。さらに、下野国高田専修寺聖人印信状に海老沢大学時道の名が見え、その子孫は高田山の隣村 三谷村及び真岡にあるという。また、信濃国にも海老沢氏なる一族があるとされる。
なお、常陸国の海老沢氏については戦国期以降も子孫はそのまま常陸国に土着したと見られ、江戸時代には宍戸藩の家臣、または水戸藩の領民としてその名が見える。

## 幕末維新期の海老沢氏
- 海老沢直信 宍戸藩士。天狗党の乱にて天狗勢に加担した罪で捕えられ、元治元年（1864年）9月28日、水戸徳川家一門の松平万次郎邸で切腹。享年25。靖国神社合祀[7]。
- 海老沢桂二郎 宍戸藩坊主。諱は直孝。天狗党に与した咎で元治元年（1864年）10月16日、水戸で斬首。靖国神社合祀[8]。
- 海老沢直衛門 茨城郡塩ヶ崎村の百姓。組頭（島田村とも）。諱は喜章。天狗党に与した咎で元治元年（1864年）12月26日、江戸で獄死。享年47（48とも）靖国神社合祀[9]。